# Hans-Günther Brachmann
Hans-Günther Brachmann (11 de Fevereiro de 1904 - ) foi um comandante de U-Boot que serviu na Kriegsmarine durante a Segunda Guerra Mundial.